# 志和宅
志和宅，是一座清代四合院，位于北京市东城区交道口街道府学胡同36号、交道口南大街136号，东、西毗连的两组院落坐南朝北，东邻剪子巷，西靠交道口南大街，南临麒麟碑胡同，建于清代晚期至民国时期。两宅院作为一体列为北京市文物保护单位。

## 历史
志和宅两院均属清末同治、光绪朝兵部尚书志和府第。

## 保护
1984年5月24日，公布为第三批北京市文物保护单位，名为“东城区府学胡同三十六号（包括交道口南大街一百三十六号）四合院”，编号3-79。